# Route nationale 538a
La route nationale 538a ou RN 538a était une route nationale française reliant Valence aux Batailles. À la suite de la réforme de 1972, elle a été déclassée en RD 538a

## Ancien tracé de Valence à Montmeyran (D 538a)
- Valence
- Beaumont-lès-Valence
- Montmeyran
- Les Batailles, dans la commune de Montmeyran